# Albrecht VII Habsburg
Albrecht VII Habsburg (ur. 13 listopada 1559 w Wiener Neustadt, zm. 13 lipca 1621 w Brukseli) – arcyksiążę austriacki, wicekról Portugalii, namiestnik hiszpańskich Niderlandów, arcybiskup Toledo w latach 1595–1598, kardynał w latach 1577–1598, młodszy syn cesarza Maksymiliana II Habsburga i Marii Hiszpańskiej, córki cesarza Karola V Habsburga.

## Życiorys

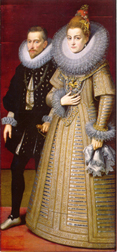
Albrecht i Izabela

W wieku 11 lat został wysłany do Hiszpanii. Wychowywał się na dworze swojego wuja, króla Filipa II. On zadecydował, że jego siostrzeniec rozpocznie karierę w Kościele. W 1577 papież Grzegorz XIII kreował Albrechta kardynałem bez kościoła tytularnego, który otrzymał w 1580 – była to diakonia Santa Croce in Gerusalemme. Zamiarem Filipa było uzyskanie dla Albrechta arcybiskupstwa Toledo, jednak arcybiskup Gaspar de Quiroga y Vela żył dłużej niż się tego spodziewano i Albrecht został arcybiskupem i prymasem Hiszpanii dopiero w 1594, pomimo nieprzyjęcia sakry biskupiej. Urząd ten sprawował do 1598.
Po podboju Portugalii Filip mianował Albrechta w 1583 r. tamtejszym wicekrólem. Równocześnie Albrecht został mianowany papieskim legatem w Portugalii i Wielkim Inkwizytorem. W czasie swojego urzędowania Albrecht wniósł pewien wkład w tworzenie Wielkiej Armady w 1588 r. a rok później musiał odpierać angielski atak na Lizbonę. W 1593 r. król Filip odwołał go do Madrytu. W 1595 r. Albrecht został wysłany do Niderlandów, gdzie miał objąć funkcję namiestnika.
Albrecht przybył do Brukseli 11 lutego 1596 r. Głównym zadaniem Albrechta było powstrzymanie postępów angielsko-francusko-niderlandzkiej koalicji. Rok 1596 przyniósł Hiszpanom znaczne sukcesy. Albrecht zdobył Calais i Ardres oraz odbił z rąk Holendrów Hulst. Sukcesy militarne zostały jednak zmarnowane, gdyż w tym samym roku Hiszpania ogłosiła bankructwo. 1597 r. to czas dotkliwych porażek. Stadhouder Republiki Zjednoczonych Prowincji, Maurycy Orański, zdobył szereg kluczowych strategicznie hiszpańskich fortec na północy, m.in. Rheinberg w elektoracie Kolonii. Niepowodzeniem zakończyła się próba hiszpańskiej Armii Flandrii zdobycia Amiens i pojmania króla Francji Henryka IV. Brak pieniędzy sprawił natomiast, że Albrecht musiał stawiać czoła licznym buntom swoich oddziałów.
Znajdując się w złej sytuacji militarnej i finansowej Albrecht rozpoczął starania o pokój. Pozytywnie odpowiedział tylko Henryk IV. Dzięki mediacji kardynała Aleksandra Medyceusza podpisano 2 maja 1598 r. pokój w Vervins, który zmuszał Hiszpanię do rezygnacji z nabytków terytorialnych poczynionych kosztem Francji od 1590 r. Hiszpania uzyskała jednak potwierdzenie swej władzy na arcybiskupim księstwem Cambrai.
Kilka dni po traktacie, 6 maja 1598 r., umierający król Filip zadecydował o przekazaniu władzy nad Niderlandami swojej najstarszej córce Izabeli Klarze Eugenii (12 sierpnia 1566 – 1 grudnia 1633). Jej matką była druga żona Filipa, Elżbieta de Valois, córka króla Francji Henryka II. Izabela miała również poślubić Albrechta. Ten uzyskał papieską zgodę na ten ślub. 13 lipca 1598 r. zrezygnował z miejsca w kolegium kardynalskim i 14 września wyjechał do Hiszpanii, nie wiedząc, że król Filip niedawno umarł. Ślub odbył się w Walencji 13 kwietnia 1599 r. Albrecht i Izabela mieli razem dwóch synów i córkę:
- Filip (ur. 21 października 1605), zmarł w niemowlęctwie
- Albrecht (ur. 27 stycznia 1607), zmarł w niemowlęctwie
- Anna Mauritia, zmarła w niemowlęctwie

Tymczasem Maurycy Orański odnosił kolejne sukcesy w Niderlandach. W walce z holenderską flotą Hiszpanie uciekali się do pomocy prywatnych załóg z Dunkierki, które zadawały Holendrom znaczne straty. W 1600 r., pod hasłem oswobodzenia południowych Niderlandów, Maurycy wyruszył aby zdobyć Dunkierkę. Albrecht zastąpił mu drogę pod Nieuwpoort. W stoczonej tam 2 lipca bitwie Albrecht poniósł klęskę, ale Maurycy poniósł straty, które uniemożliwiły mu zdobycie Dunkierki. Albrecht dowodził dalej operacjami w Niderlandach do 1603 r., kiedy dowodzenie przejął Ambrosio Spinola. Rozejm hiszpańsko-niderlandzki podpisano w 1609 r.
Okres namiestnictwa Albrechta i Izabeli w Niderlandach to czas uspokojenia po wieloletniej wojnie. Okres pokoju przyczynił się do rozwoju gospodarczego. Zasługą pary arcyksiążęcej było zlikwidowanie antyhiszpańskich nastrojów w południowych Niderlandach i odbudowanie autorytetu Domu Habsburgów. Ostatecznie w hiszpańskiej części Niderlandów zatryumfował również katolicyzm. Dwór arcyksięstwa był również centrum kulturalnym. Tworzyli na nim liczni wielcy artyści flamandzkiego baroku. Od 1609 r. nadwornym malarzem Albrechta i Izabeli był Peter Paul Rubens.
W 1613 r. rozpoczęto budowę kanału łączącego Gandawę z Ostendą. W 1617 r. utworzono połączenie pocztowe między Brukselą, Lille i Melines. W latach 1606–1611 specjalna komisja Rady Stanu dokonała kodyfikacji lokalnego prawa zwyczajowego. W 1600 r. zwołano po raz ostatni na 32 lata Stany Generalne.
Albrecht zmarł w Brukseli w 1621. Jego żona pozostała namiestniczką Niderlandów do swojej śmierci w 1633.